# 加藤秀司
加藤 秀司（かとう ひでじ、1948年5月24日 - ）は、静岡県榛原郡川崎町（現：牧之原市）出身の元プロ野球選手（一塁手、外野手）・コーチ・監督、解説者。日本プロ野球名球会会員。加藤 英司（読み同じ）の登録名での活動していた時期あり。
通算犠牲フライで歴代2位の記録数を持つ（野村克也に次ぐ105個）。

## 経歴

### プロ入り前
父は漁師であったが幼少の頃に死別し、単身PL学園高校に進学する。2年次の1965年に控え一塁手として春の選抜へ出場するが、準々決勝で高松商の小坂敏彦に抑えられ敗退。1学年先輩に福嶋久晃・得津高宏・長井繁夫が、2学年先輩に中村順司がいた。3年次の1966年の選抜にも4番・一塁手として連続出場するが、1回戦で、この大会に優勝した中京商に敗れた。高校同期にエースの加藤英治、内野手の野口善男がいる。同年のドラフトで東映フライヤーズから4位指名を受けるが入団を拒否し、卒業後は1967年に松下電器へ入社。同年には都市対抗に出場し、ドラフトでは南海ホークスから10位指名を受けるが再び入団を拒否。1968年の都市対抗では同僚の福本豊・岡田光雄と共に富士製鐵広畑の補強選手として出場し、4番打者として活躍。岡田と神部年男の好投もあって決勝に進出し、河合楽器を降しチームを優勝に導く。同年のドラフトで阪急ブレーブスから2位指名を受け入団。この時の1位指名に山田久志、7位指名に福本と、後の名球会会員となる3人を獲得することとなった。加藤を視察に来た阪急の関係者が「ついで」として福本をリストアップしていた経緯があり、著書で福本は「松下電器に加藤がいたおかげで、僕も阪急ブレーブスの一員になれた」と記している。

### 現役時代
プロ入り当時はまだチーム全員による合同自主トレの習慣があった頃だが、初日から阪急の選手達の練習量に圧倒され、「これについて行こうと思ったら体をゆわせてしまう。慌てても仕方ない。1年じっくりやろう」と思うようになった。また、守備も苦手で、松下電器時代の監督であった仁木安が「阪急は加藤にどこを守らせるつもりだ?」と不思議がったという逸話がある。
1970年は9月から外野手として17試合に先発出場。シーズン終了後の秋季キャンプで西本幸雄監督に「来年からはスタメンで使うぞ」と打ち込みを課せられたことから「これからは徐々にやっていかないかんのかな」と意識するようになった。
1971年には高知キャンプの時に「今年の三番打者」を問われた記者から西本は「加藤でしょう」と答え、それが新聞に載ると加藤は記者に向かって「ホンマですか」と興奮して尋ねたと福本は記している。開幕から西本の言うとおり左翼手、三番打者に抜擢され、6月には一塁手に回る。打率.321（江藤慎一に次ぐリーグ2位）、25本塁打の好成績を記録し、中心打者としてチームを2年ぶりのリーグ優勝に導く。膝を深く曲げ、折り畳むように構える独特の打法で勝負強い打撃をみせた。しかし巨人との日本シリーズでは全5試合で18打数4安打2打点とあまり活躍の場はなかった。1972年もリーグ2連覇に貢献、日本一には届かなかったが、巨人との日本シリーズでは第3戦で2本塁打を放ち気を吐く。
1973年は打率.337で首位打者を獲得。
1975年は32本塁打、97打点（打点王）で、パ・リーグMVPに選出される。日本シリーズでも広島を降し、念願の日本一に到達。この頃は3番加藤秀、4番長池徳士の打順が定番で、長池は「加藤はすごくチャンスに強くて、あいつがみんな走者を返してしまうので、そこで打つなよと言いたくなる時もあったよ」、「他の選手は普通にやってりゃ勝てると思ったけど、加藤だけは『負けたくない』と思わせる奴だった」とライバル意識を見せた一方で、「1番福本、2番大熊（忠義）、3番加藤、前にこれだけ揃っていると4番も楽。加藤のおかげで打点王取らせてもらった年もあった」と振り返っている。一方、加藤は長池について「僕がホームラン25本くらいってときに長池さんは40本以上打っていた。10本差くらいまでならともかく、ここまで差がついちゃうともう勝負はできない。僕は芯に当てる自信はあったので、長池さんがホームランなら僕はヒットで勝負しようと思った。それがある意味ライバル意識だったかもしれない」と語っている。長池同様、加藤も「恵まれた3番だった。福さんが塁に出て盗塁、大熊さんが進めて1アウト三塁って多かったので、重圧もあったけど結構楽しかった。」と優秀な1、2番コンビの存在に敬意を表している。実際、犠牲フライのリーグトップが6回（うち阪急時代に5回記録）もあり、加藤は歴代2位の105本の犠牲フライを記録している。長池が衰えてからは4番を打つことも多くなったが、「だからと言ってバッティングを変えたことはない」と語っている。
1976年には2年連続の打点王を獲得。
1977年までダイヤモンドグラブ賞を3年連続で受賞した。
1979年に登録名を加藤 英司に変更するが、同年は腰痛に苦しみながらPL学園高の後輩・新井宏昌との首位打者争いを制し、打率.364で2度目の首位打者、104打点で3度目の打点王の二冠を獲得。本塁打王も近鉄のチャーリー・マニエルと激しく争ったが、33本で並んでいた時に目の前で今井雄太郎がマニエルにまともに34号を打たれ、「消化試合なのに何やってんだ」とガックリきたという。結局自己最多の35本塁打を記録したものの、37本塁打のマニエルに及ばず、三冠王は逃した。
1981年に、上田利治が3年ぶりに監督に復帰した際、加藤は上田が主力選手に挨拶としてかけた電話に「なにしに帰ってくるんですか?」と応じたといい、復帰後の上田との関係は良好ではなかった。加藤によれば、1978年の日本シリーズ最終戦後に阪神タイガースからのトレード申し入れの話を上田が記者の前で口にした経緯があり、不信感を抱いていたという。
1982年に打率.235、21本塁打の成績に終わると、上田による若手切り替え方針に則り、水谷実雄との交換トレードにより広島東洋カープに移籍した。だが、水谷実雄の方が年齢が上であり、水谷実雄もまた広島フロントとの確執を抱えていた事から考えれば、事実上は上田との確執と双方の球団にとって体の良い厄介払いとも言える面がある事は否定できない。
1983年、広島ではまずまずの成績を収めていたものの、シーズン半ばで肝炎を患い休養。75試合出場、打率.261、10本塁打の成績に終わる。さらにドラフトで同じ一塁手でPL学園高の後輩でもある法政大の小早川毅彦が2位指名で入団した。シーズン終了後、福井保夫・森脇浩司とのトレードで大原徹也と共に岡本伊三美監督率いる近鉄バファローズに移籍。
1984年は主に指名打者として130試合出場し、打率.253・14本塁打の成績を残した。
1985年も指名打者として打率.286・26本塁打。
1986年に読売ジャイアンツに金銭トレードにて移籍。5月10日の広島戦（広島市民球場）で4回表に北別府学から3ラン本塁打を放って史上3人目の「全球団から本塁打」という記録を達成するものの、中畑清から一塁手のレギュラーを奪えず、指名打者制度のないジャイアンツでは代打での出場が目立った。68試合出場し、打率.219・3本塁打の成績で2,000本安打まで残り13安打にこぎ着けたものの、同年オフに自由契約となる。
1987年、阪急時代の監督であった西本が立教大学の後輩で当時南海監督の杉浦忠に仲介し、南海へ移籍。西暦と同数の1987安打で開幕という点も注目されつつ、5月7日の阪急戦でかつての同僚・山田から本塁打を放ち、2,000本安打を達成。同年限りで現役引退。
プロ入りから長く在籍した阪急、その後の移籍先の近鉄、引退直前の南海という、当時の関西パ・リーグ3球団に現役選手として在籍した数少ない選手である。移籍を繰り返した現役後半時代は、関西（阪急）→広島→関西（近鉄）→東京（巨人）→関西（南海）と関西を離れてはまた関西に戻ってくる、の連続であったために「渡り鳥生活」と呼ばれた。

### 引退後
引退後はフジテレビ・関西テレビ・ラジオ大阪野球解説者（1988年 - 1994年）として活躍し、三菱ギャラントーナメントのリポーターも務めたことがある。
1995年から1997年まで上田利治監督率いる日本ハムファイターズ一軍打撃コーチを務め、小笠原道大を育てた。上田からのコーチ就任要請に加藤は困惑したが、西本幸雄と相談した結果、就任要請を快諾した。
日本ハム退団後は2年間の充電期間（1998年 - 1999年）があった。
2000年から2003年途中までKBS京都テレビ野球解説者を務めた。
2003年は阪急の後継球団であるオリックスの春季キャンプ臨時打撃コーチを務め、シーズン途中から同球団二軍のサーパス神戸監督へ就任。1982年以来21年ぶりの古巣復帰となり、坂口智隆や嶋村一輝ら若手を指導した。2005年退任。
2006年よりJ SPORTSの野球解説者を務める。
2007年よりサンテレビの野球解説者を務めた。
2013年よりFOX SPORTSの野球解説者を務める（この頃より、活動名義も本名に戻している）。
2008年から2009年まで履正社医療スポーツ専門学校内で組織された社会人チーム・履正社学園のコーチを務めていた。
2015年までは大阪ガス臨時打撃コーチを務め、2015年11月13日に中日ドラゴンズ一軍チーフ打撃兼野手総合コーチに就任。教え子の嶋村が一軍打撃コーチ、小笠原が二軍監督に就任している。落合博満ゼネラルマネージャーから「昔の打ち方を教えてくれないか」との要請を受け、伸び悩む若手野手の起爆剤にと大きな期待をされた。
2017年には嶋村と共に二軍打撃コーチに異動し、同年10月4日に退任することが発表された。
2018年2月2日、BASEBALL FIRST LEAGUE・兵庫ブルーサンダーズシニアディレクター、同チームと提携関係にある芦屋大学野球チーム「インパルス」監督に就任することが発表された。1シーズン務め、同年8月22日にはサンテレビのゲスト解説者として出演。
2019年4月5日、関西独立リーグ選抜チームの専任監督に就任することが発表された。

## 人物
- 愛称はコメディアン・加藤茶にちなんで「チャ」[28]または「カトちゃん」[29]。松下電器と阪急で長く同僚だった福本豊は著書で「ヒデ」と記している[30]。
- シーズンオフに『アップダウンクイズ』（毎日放送）で阪急代表として出場し、1問も正答できなかったことから、大阪球場で南海応援団から「立てば芍薬座れば牡丹歩く姿は百合の花」（美人を形容する言葉で、元々は生薬の用い方をたとえたもの）と『アホの坂田』（コメディNo.1の楽曲）を替え歌にした「打てば三振守ればエラー走る姿はボケの花、アホ・アホ・アホの加藤」とよくヤジられていた。最初は南海応援団からだけであったが、結果的にパ・リーグ在阪3球団全てに在籍したため、阪急・近鉄応援団からも同じようにヤジられていた[31]。
- 後に日本野球史上初めて三冠王を3度も達成した落合博満はプロ入り当初に参考にした打者の1人に加藤を挙げ、そのバットコントロールついて「どうやったら、これができるのだろうと思った」と振り返っている[32]。

## 詳細情報

### 年度別打撃成績
| 年 度      | 球 団      | 試 合 | 打 席 | 打 数 | 得 点 | 安 打 | 二 塁 打 | 三 塁 打 | 本 塁 打 | 塁 打 | 打 点 | 盗 塁 | 盗 塁 死 | 犠 打 | 犠 飛 | 四 球 | 敬 遠 | 死 球 | 三 振 | 併 殺 打 | 打 率 | 出 塁 率 | 長 打 率 | O P S |
| ---------- | ---------- | ----- | ----- | ----- | ----- | ----- | -------- | -------- | -------- | ----- | ----- | ----- | -------- | ----- | ----- | ----- | ----- | ----- | ----- | -------- | ----- | -------- | -------- | ----- |
| 1969       | 阪急       | 9     | 9     | 8     | 0     | 1     | 0        | 0        | 0        | 1     | 0     | 0     | 0        | 0     | 0     | 1     | 0     | 0     | 2     | 0        | .125  | .222     | .125     | .347  |
| 1970       | 阪急       | 35    | 74    | 69    | 10    | 23    | 6        | 2        | 4        | 45    | 13    | 2     | 0        | 0     | 1     | 4     | 0     | 0     | 8     | 1        | .333  | .365     | .652     | .917  |
| 1971       | 阪急       | 122   | 496   | 445   | 80    | 143   | 35       | 2        | 25       | 257   | 92    | 18    | 4        | 2     | 3     | 39    | 0     | 7     | 74    | 2        | .321  | .383     | .578     | .960  |
| 1972       | 阪急       | 118   | 428   | 362   | 59    | 105   | 25       | 2        | 13       | 173   | 54    | 11    | 4        | 1     | 6     | 55    | 6     | 4     | 43    | 3        | .290  | .384     | .478     | .862  |
| 1973       | 阪急       | 118   | 494   | 436   | 69    | 147   | 27       | 6        | 20       | 246   | 91    | 16    | 5        | 0     | 10    | 41    | 3     | 7     | 51    | 6        | .337  | .395     | .564     | .959  |
| 1974       | 阪急       | 120   | 476   | 428   | 65    | 138   | 25       | 2        | 19       | 224   | 75    | 24    | 11       | 2     | 7     | 37    | 1     | 2     | 55    | 7        | .322  | .373     | .523     | .897  |
| 1975       | 阪急       | 126   | 521   | 456   | 74    | 141   | 22       | 1        | 32       | 261   | 97    | 12    | 10       | 0     | 4     | 57    | 6     | 4     | 58    | 4        | .309  | .388     | .572     | .960  |
| 1976       | 阪急       | 120   | 497   | 430   | 68    | 129   | 20       | 3        | 28       | 239   | 82    | 8     | 3        | 0     | 9     | 51    | 6     | 7     | 68    | 7        | .300  | .376     | .556     | .932  |
| 1977       | 阪急       | 120   | 489   | 423   | 64    | 135   | 27       | 4        | 19       | 227   | 73    | 4     | 3        | 0     | 5     | 53    | 9     | 8     | 64    | 4        | .319  | .401     | .537     | .937  |
| 1978       | 阪急       | 120   | 500   | 427   | 65    | 109   | 16       | 4        | 24       | 205   | 86    | 7     | 3        | 0     | 10    | 55    | 6     | 8     | 80    | 6        | .255  | .344     | .480     | .824  |
| 1979       | 阪急       | 122   | 520   | 448   | 84    | 163   | 32       | 2        | 35       | 304   | 104   | 14    | 3        | 1     | 7     | 59    | 9     | 5     | 64    | 6        | .364  | .437     | .679     | 1.116 |
| 1980       | 阪急       | 130   | 561   | 484   | 72    | 154   | 26       | 3        | 28       | 270   | 97    | 5     | 4        | 0     | 10    | 59    | 7     | 8     | 84    | 3        | .318  | .394     | .558     | .952  |
| 1981       | 阪急       | 127   | 534   | 468   | 63    | 147   | 25       | 2        | 17       | 227   | 79    | 4     | 3        | 0     | 8     | 54    | 3     | 4     | 67    | 5        | .314  | .384     | .485     | .869  |
| 1982       | 阪急       | 129   | 524   | 456   | 57    | 107   | 21       | 1        | 21       | 193   | 84    | 1     | 3        | 2     | 9     | 55    | 2     | 2     | 83    | 10       | .235  | .314     | .423     | .737  |
| 1983       | 広島       | 75    | 280   | 253   | 33    | 66    | 9        | 2        | 10       | 109   | 36    | 6     | 1        | 0     | 1     | 25    | 1     | 0     | 49    | 2        | .261  | .326     | .431     | .757  |
| 1984       | 近鉄       | 130   | 572   | 499   | 65    | 126   | 16       | 1        | 14       | 186   | 72    | 1     | 2        | 0     | 9     | 60    | 0     | 4     | 91    | 6        | .253  | .332     | .373     | .705  |
| 1985       | 近鉄       | 129   | 523   | 455   | 73    | 130   | 24       | 0        | 26       | 232   | 78    | 2     | 3        | 0     | 3     | 64    | 2     | 1     | 58    | 9        | .286  | .373     | .510     | .883  |
| 1986       | 巨人       | 68    | 119   | 105   | 6     | 23    | 3        | 0        | 3        | 35    | 13    | 0     | 0        | 0     | 1     | 11    | 1     | 2     | 31    | 4        | .219  | .303     | .333     | .636  |
| 1987       | 南海       | 110   | 293   | 262   | 24    | 68    | 8        | 0        | 9        | 103   | 42    | 1     | 0        | 0     | 2     | 27    | 2     | 2     | 37    | 8        | .260  | .331     | .393     | .724  |
| 通算：19年 | 通算：19年 | 2028  | 7910  | 6914  | 1031  | 2055  | 367      | 37       | 347      | 3537  | 1268  | 136   | 62       | 8     | 105   | 807   | 64    | 75    | 1067  | 93       | .297  | .372     | .512     | .883  |

- 各年度の太字はリーグ最高

### タイトル
- 首位打者：2回 （1973年、1979年）
- 打点王：3回 （1975年 - 1976年、1979年）
- 最高出塁率：3回 （1976年 - 1977年、1979年）
- 最多安打：1回 （1979年） ※当時連盟表彰なし、1994年より表彰

### 表彰
- 最優秀選手：1回 （1975年）
- ベストナイン：5回 （1973年、1975年 - 1977年、1979年）
- ダイヤモンドグラブ賞：3回 （1975年 - 1977年）
- オールスターゲームMVP：1回 （1971年 第3戦）
- 月間MVP：1回 （1979年6月）
- パ・リーグプレーオフ首位打者賞：1回 （1977年）

### 記録
初記録
- 初出場・初打席：1969年7月10日、対ロッテオリオンズ8回戦（東京スタジアム）、8回表に米田哲也の代打で出場、成田文男から三振
- 初先発出場：1969年7月13日、対西鉄ライオンズ10回戦（小倉球場）、6番・一塁手で先発出場
- 初安打：1969年10月20日、対近鉄バファローズ26回戦（日生球場）、9回表に岡田光雄から中前安打
- 初本塁打・初打点：1970年9月27日、対南海ホークス24回戦（阪急西宮球場）、6回裏に三浦清弘から3ラン

節目の記録
- 100本塁打：1975年7月31日、対太平洋クラブライオンズ後期3回戦（阪急西宮球場）、8回裏に石井茂雄から3ラン ※史上83人目
- 150本塁打：1977年5月29日、対近鉄バファローズ前期10回戦（島根県立浜山公園野球場）、5回裏に井本隆からソロ ※史上47人目
- 1000安打：1978年5月23日、対日本ハムファイターズ7回戦（阪急西宮球場）、3回裏に高橋直樹から中前安打 ※史上109人目
- 1000試合出場：1978年9月8日、対日本ハムファイターズ後期10回戦（後楽園球場）、7番・一塁手で先発出場 ※史上204人目
- 200本塁打：1979年5月31日、対日本ハムファイターズ前期8回戦（阪急西宮球場）、8回裏に川原昭二から右越ソロ ※史上29人目
- 250本塁打：1981年5月31日、対近鉄バファローズ前期10回戦（藤井寺球場）、8回表に橘健治から中越同点2ラン ※史上18人目
- 1500安打：1981年8月29日、対南海ホークス後期6回戦（阪急西宮球場）、5回裏に平沢隆好から投手前内野安打 ※史上42人目
- 1000打点：1982年7月6日、対近鉄バファローズ後期1回戦（阪急西宮球場）、1回裏に谷宏明から右中間へ2点適時二塁打
- 1500試合出場：1982年9月14日、対ロッテオリオンズ後期6回戦（宮城球場）、5番・一塁手で先発出場 ※史上73人目
- 300本塁打：1984年6月9日、対南海ホークス10回戦（藤井寺球場）、9回裏に金城基泰から右越逆転サヨナラ満塁本塁打 ※史上16人目
- 1000得点：1985年10月17日、対ロッテオリオンズ26回戦（藤井寺球場）、1回裏に柳原隆弘の2ラン本塁打で生還 ※史上7人目
- 2000安打：1987年5月7日、対阪急ブレーブス6回戦（大阪球場）、6回裏に山田久志から右中間へソロ ※史上23人目
- 2000試合出場：1987年8月30日、対近鉄バファローズ19回戦（大阪球場）、3番・一塁手で先発出場 ※史上23人目

その他の記録
- 全球団から本塁打：1986年5月10日、対広島東洋カープ6回戦（広島市民球場）、4回表に北別府学から3ラン ※史上3人目
- リーグ最多長打：4回（1971年、1975年、1976年、1979年） ※パ・リーグ最多タイ
- オールスターゲーム出場：11回 （1971年、1973年 - 1982年）

### 背番号
- 10（1969年 - 1982年、1986年）
- 6（1983年）
- 5（1984年 - 1985年）
- 7（1987年）
- 75（1995年 - 1997年、2016年 - 2017年）
- 85（2003年 - 2005年）

### 登録名
- 加藤 秀司（かとう ひでじ、1969年 - 1978年、2016年 - 2017年）
- 加藤 英司（かとう ひでじ、1979年 - 1987年、1995年 - 1997年、2003年 - 2005年）

## 関連情報

### 出演番組
- プロ野球中継
  - 関西テレビ（フジテレビ・テレビ新広島他キー局・系列局を含む）制作・放映分
  - KBS京都エキサイトナイター（KBS京都テレビ）
  - J SPORTS STADIUM（J SPORTS）→BASEBALL CENTER（FOX SPORTS ジャパン（オリックス主催ゲーム）
  - サンテレビボックス席（サンテレビ。オリックス戦のみ）
- プロ野球ニュース（フジテレビ系列。関西テレビ・フジテレビ解説者時代に出演）

### 関連書籍
- 加藤英司 グラウンドの野性児（江本正記原作・井上コオ作画。監修：日本プロ野球名球会。1992年8月、ぎょうせいから『名球会comics』の第8巻として発行。ISBN 4324026378） ※加藤の生い立ちがつづられた、漫画本。

### ディスコグラフィ
- ああ王者（1976年、東宝レコード） - 山口高志、山田久志、大熊忠義と合唱。 ※1999年バップから発売のアルバムCD『野球小僧 懐かしの野球ソングコレクション』にも第10トラックに収録。

## 参考資料
- 『12球団全選手カラー百科名鑑』シリーズ各年版
  - 2000年版 - 2007年版…『ホームラン』3月号増刊（日本スポーツ出版社発行）
  - 2008年版…『ネットマネー』3月号増刊（廣済堂出版発行）
- プロ野球選手カラー名鑑2007（2007年、日刊スポーツ出版社発行）ISBN 978-4817253262
- 別冊宝島 プロ野球選手データ名鑑2013（2013年、宝島社発行）ISBN 978-4800206107
- 各種外部リンク